# Betilo
Betilo (el término procede del griego baitulus y del semítico beth-Ēl: "templo del dios Ēl" o "de Ēl") es una palabra que denota una piedra sagrada. 
En algunas culturas semíticas también se utiliza para designar a los vestigios de meteoritos que golpeaban la tierra ("piedras de rayo"). Este nombre sirve para señalar cualquier tipo de piedra erguida que evoca la presencia de la divinidad y el emplazamiento de un lugar sagrado. Por extensión, el término se aplica a cualquier piedra que se considere sagrada por una cultura.
La mayoría de los betilos, probablemente provenientes de meteoritos, estaban dedicados a los dioses o eran reverenciados como símbolos de los mismos

## Betilos antiguos y famosos

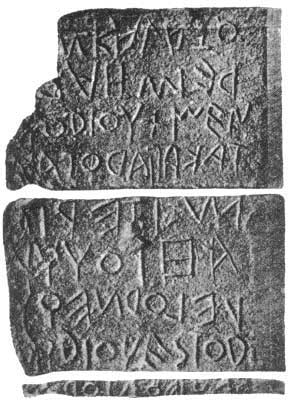
La Lapis Niger.

- La Piedra Negra de la Kaaba en La Meca.
- La Lapis Niger de Roma.
- Bethel o Piedra de Jacob el cual es mencionado en el Génesis.[2]
- La Piedra Negra de Pesinunte, asociada al culto de la diosa Cibeles.
- El ónfalo griego en Delfos.
- La piedra benben del templo del sol en la Heliópolis de Egipto.
- Betilo de Tejada la Vieja (Escacena del Campo). Se encuentra expuesto en el Museo provincial de Huelva.[3]

## Referentes mitológicos

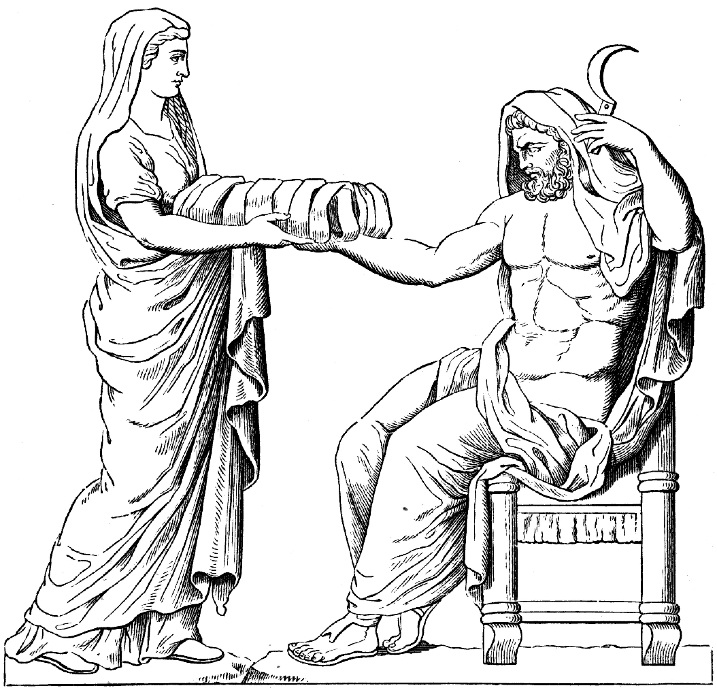
Imagen referencial

En la mitología fenicia relatada por Sanjuniatón, uno de los hijos de Urano fue llamado Bethel, cuyo culto se celebraba en la mayoría de las colonias fenicias, inclusive Cartago, aún después de la adopción del Cristianismo, lo cual fue denunciado por San Agustín de Hipona.
En la mitología griega, el término fue especialmente aplicado a ónfalo, piedra que se supone tragó Crono creyendo que era su hijo Zeus. Esta piedra estuvo cuidadosamente preservada en Delfos, ungida con aceite cada día y cubierta de lana virgen en ocasiones especiales.